# Naveen Andrews
Naveen William Sidney Andrews (Lambeth, Londres; 17 de enero de 1969), más conocido como Naveen Andrews, es un actor inglés, de origen indio, de cine y televisión, conocido por su papel de Sayid Jarrah en la serie Lost.

## Biografía
Nació en Lambeth, al sur de Londres, hijo de la psicóloga Nirmala y el hombre de negocios Stanley Andrews, ambos inmigrantes procedentes de Kerala (India). Para conseguir que no hablase inglés con acento indio, sus padres no le enseñaron hindi.
Su carácter rebelde pronto chocó con los valores tradicionalmente indios de sus padres, con los que tuvo una relación muy problemática marcada por episodios de violencia y tensión y por el rechazo paterno a la vocación dramática de su hijo. Esta insostenible situación explotó cuando cumplió los quince y fue expulsado de su casa y acogido por Geraldine Feakins, su profesora de matemáticas (con la que posteriormente iniciaría una relación amorosa que daría como fruto al hijo primogénito de Naveen, Jaisal Andrews).
Asistió a la Guildall School of Music and Drama, en sus propias palabras, porque sus bajas calificaciones académicas no le permitían ir a la Universidad y porque los estudios de teatro estaban subvencionados por el gobierno británico. Allí fue compañero de Ewan McGregor y Daniel Craig.
En esos años comienzan sus éxitos televisivos y cinematográficos: The Budha of Suburbia, London Kills Me, Kamasutra: Una historia de amor o la oscarizada El paciente inglés.
Es un ex adicto a las drogas y el alcohol. Sufrió estas adicciones cuando vivía en Londres y tenía menos de 30 años, adicciones que casi terminan con su prometedora carrera. Afortunadamente, un miembro de los Sex Pistols lo convenció para rehabilitarse y acudir a las reuniones de Alcohólicos Anónimos. Su rehabilitación, llevada a cabo en los Estados Unidos, tuvo éxito. No ha conseguido, sin embargo, dejar el tabaco. 
Hoy en día reside en Los Ángeles (California), y aunque sigue siendo un fanático del Chelsea F. C., no se plantea volver a vivir en Londres, ya que le trae amargos recuerdos de su infancia y su primera juventud marcada por las adicciones y los escándalos.
Desde 1998, mantuvo una relación con la actriz Barbara Hershey, con quien vivía en Los Ángeles. La pareja se separó brevemente en 2005 y, durante ese tiempo, Andrews tuvo un hijo con Elena Eustache. Este niño, llamado Naveen Joshua Andrews, está bajo la custodia de su padre y con él residió entre Los Ángeles y Oahu (Hawái), mientras Naveen rodaba la serie Lost.
En 2009 finalizó su relación con Barbara Hershey.

## Trabajos
Su primera aparición cinematográfica la hizo en la película de 1991 London Kills Me, aunque la primera película de éxito en la que participó fue El paciente inglés interpretando a Kip. Ha realizado numerosas intervenciones en series de televisión y películas, entre ellas Rollerball y Kamasutra: una historia de amor. Participó en la serie de televisión estadounidense Lost, interpretando a un ex militar iraquí miembro de la Guardia Republicana llamado Sayid Jarrah. En 2014 estuvo en el reparto principal de la serie Once Upon a Time in Wonderland como Jafar.
En 2015 apareció en la serie Sense8, en el episodio "Resonancia límbica (Sense8)", y luego siguió trabajando en la serie como personaje recurrente.
Naveen también toca la guitarra y canta.

## Filmografía

### Cine
- London Kills Me (1991) - Bike
- El paciente inglés (1996) - Teniente Kip Singh
- Kama Sutra: Una historia de amor (1997) - Raj Singh
- Los hombres de Bombay (1998) - Krishna Sahni
- Mighty Joe Young (1998) - Pindi
- Rollerball (2002) - Sanjay
- Bodas y prejuicios (2004) - Sr. Balraj
- Provoked (2006) - Deepak
- Los diez mandamientos (2006) - Menerith
- Planet Terror (2007) - Abby
- The Brave One (2008) - David Kirman
- Diana (2013) - Hasnat Khan

### Televisión
- The Buddha of Suburbia (1993)
- Lost (2004-2010) - Sayid Jarrah
- Law & Order: Special Victims Unit (2010) temp11-ep12 (Shadow)
- Once Upon a Time in Wonderland (2013-2014) - Jafar
- Sense8 (2015-2018) - Jonas Maliki
- The Dropout (2022) - Ramesh "Sunny" Balwani